# Legnicki Park Technologiczny
Legnicki Park Technologiczny LETIA S.A. – park technologiczny jest podmiotem, założonym przez KGHM Polska Miedź S.A., Urząd Marszałkowski Województwa Dolnośląskiego oraz Politechnikę Wrocławską. Obecnie większościowym właścicielem jest Legnicka Specjalna Strefa Ekonomiczna. 
Misją Legnickiego Parku Technologicznego, jest kreowanie konkurencyjnej i innowacyjnej gospodarki regionu, poprzez tworzenie korzystnych warunków dla rozwoju inwestycji.

## Oferowany teren i infrastruktura
- LETIA BUSINESS CENTER – nowoczesny obiekt biurowo/konferencyjno/wystawienniczy,
- Centrum Konferencyjne LETIA BUSINESS CENTER – sale konferencyjne, powierzchnia wystawiennicza, pracownia komputerowa,
- Grunty inwestycyjne – w sąsiedztwie Huty Miedzi "Legnica",
- Pracownia Rapid prototyping.

## Funkcje parku
- pozyskanie inwestorów i zapewnienie im kompleksowego wsparcia,
- doradztwo biznesowe,
- organizacja szkoleń,
- rozwój przedsiębiorczości,
- pomoc w transferze technologii,
- udostępnianie powierzchni Centrum Konferencyjnego oraz pomoc w organizacji eventów.

## Partnerzy
LETIA Legnicki Park Technologiczny S.A., to wspólne przedsięwzięcie KGHM PM S.A., Urzędu Marszałkowskiego Województwa Dolnośląskiego oraz Politechniki Wrocławskiej. Akt założycielski spółki został podpisany w dniu 2 lipca 2007 w Legnicy. 

## Charakterystyka regionu
Region jest skupiskiem przedsiębiorstw odgrywających takich jak centra badawcze, rozwojowe czy outsourcingowe potentaci nowych technologii, jak Google, Siemens, Whirlpool czy Hewlett-Packard, ale i przedsiębiorstw rodzimych z długą tradycją, jak KGHM.

## Położenie
Legnica położona jest w samym centrum regionu. Jest ona trzecim miastem co do wielkości na Dolnym Śląsku o powierzchni 56,3 km², w którym mieszka ponad 105 tys. osób. Jest doskonale położona, na skrzyżowaniu autostrady A4 z drogą krajową nr 3; przez miasto przebiega paneuropejski korytarz transportowy E 30, a w pobliżu znajdują się przejścia graniczne:
- z Czechami – w Jakuszycach 80 km
- z Niemcami – w Jędrzychowicach – 90 km